# Emel'jan Ivanovič Pugačëv
Emel'jan Ivanovič Pugačëv, a volte chiamato in italiano Emiliano Pugaciòf, Pugaciov o Pugacioff (in russo  Емелья́н Ива́нович Пугачёв?, [jɪmʲɪˈʎjan ɪˈvanəvɪʧ puɡʌˈʧɔf]; Kotel'nikovskij rajon, 1740/1742 – Mosca, 10 gennaio 1775), fu un pretendente al trono dell'Impero russo e guidò una grande insurrezione contadina (in russo Крестьянское восстание?, Krest'janskoe vosstanie) durante il regno di Caterina II (1762-1796). Aleksandr Puškin scrisse una notevole storia della ribellione e riportò alcuni degli eventi nel suo romanzo La figlia del capitano (in russo Капитанская дочка?, Kapitanskaja dočka) (1836).
Spirito ribelle, rude, può essere classificato come un inconscio populista ante litteram; il suo odio contro la zarina, come pure i suoi metodi feroci, rappresentavano, in fondo, un'esasperata protesta contro un sistema che per colonizzare territori semidesertici vi trasportava con la forza masse di servi della gleba; ed era anche l'accorata difesa dei derelitti, dall'assolutismo zarista non temperato da un apparente riformismo.

## Biografia
Pugačëv, figlio di un piccolo proprietario terriero cosacco del Don, sposò una ragazza cosacca, Sofija Nedjuževa, nel 1758, e nello stesso anno partecipò alla guerra dei sette anni come parte della spedizione in Prussia sotto il comando del Conte Zachar Černyšëv. Nella prima guerra russo-turca (1768-1774), Pugačëv, divenuto un chorunžij (corrispondente al regolare rango militare di podporučik, o sottotenente), servì sotto il Conte Pietro Panin e partecipò all'assedio della fortezza di Bender (1770).
Congedato per invalidità, Pugačëv condusse negli anni seguenti una vita vagabonda. Più di una volta le autorità lo arrestarono e lo imprigionarono come disertore. Nel 1773, dopo aver frequentato i monasteri dei vecchi credenti, che esercitarono una considerevole influenza su di lui, proclamò improvvisamente di essere il defunto zar Pietro III e organizzò l'insurrezione dei cosacchi Jaik, che fece scoccare la scintilla di una più estesa rivolta nella regione del basso Volga.

### L'insurrezione del 1773-1774
La storia della forte somiglianza fisica tra Pugačëv e il defunto zar Pietro III, che sua moglie, la futura imperatrice Caterina II, aveva spodestato nel 1762 è una leggenda posteriore. Pugačëv era semplicemente un cosacco del Don, disertore dell'esercito imperiale di Caterina. Egli raccontò la storia che lui ed i suoi seguaci erano scappati dalle grinfie di Caterina e che avevano deciso solo allora di uscire allo scoperto per riparare i torti subiti dal popolo, per dare assoluta libertà ai cosacchi e per relegare la stessa Caterina in un monastero.
Sotto le sembianze di Pietro III, Pugačëv istituì una sua burocrazia ed un esercito che si rifaceva come copia a quello di Caterina. Alcuni dei suoi comandanti di alto grado presero gli pseudonimi di duchi e persone di palazzo. Ivan Zarubin, un comandante dell'esercito di Pugačëv, si appropriò del nome di Zachar Černyšëv. L'esercito organizzato da Pugačëv ricalcava quasi perfettamente quello della zarina. La sua struttura organizzativa era straordinaria, considerando che egli era solo un modesto alfiere dell'esercito. Istituì un proprio Consiglio di guerra e una rete di intelligence con messaggeri e spie. Anche se era analfabeta, si servì dell'aiuto dei sacerdoti locali, mullah e staršini per scrivere e diffondere i suoi decreti reali o ukazy in russo e nei dialetti tatari. Questi ukazy venivano copiati, mandati nei villaggi e letti alle masse dai sacerdoti e dai mullah. In questi documenti, chiedeva alle masse di servirlo, promettendo di ricompensare chi l'avesse seguito con terra, sale, grano e riduzione delle tasse, mentre minacciava di punizioni e morte chi non l'avesse fatto. Per esempio ecco un estratto da un ukaz scritto alla fine del 1773:
(Пугачёвщина, Pugačëvščina vol. 1 documento 7, traduzione dalla traduzione inglese)
Fin dall'inizio della ribellione, i generali di Pugačëv iniziarono campagne di reclutamento di massa negli stanziamenti tartari e baschiri, con le istruzioni di reclutare almeno un membro per ogni famiglia, così come rastrellare quante più armi  possibili. Reclutò non solo cosacchi, ma anche contadini ed operai russi, tartari, baschiri e ciuvasci; anche il famoso eroe baschiro Salavat Julaev si unì a lui. Inoltre, l'obiettivo l'obiettivo principale di Pugačëv era reclutare preti e mullah per avere il sostegno delle masse.
I preti in particolare erano figure fondamentali per la sua propaganda. Organizzava trionfali cortei di benvenuto ogni volta che entrava in un villaggio, nei quali veniva accolto come un sovrano. Qualche giorno prima del suo arrivo in una data città o villaggio, i messaggeri venivano mandati ad informare i preti ed i diaconi del suo imminente arrivo. Questi messaggeri richiedevano che i preti tirassero fuori acqua e sale e suonassero le campane per annunciare la sua venuta. I preti venivano inoltre istruiti a leggere i manifesti di Pugačëv durante la messa ed a cantare preghiere per la salute del Grande Imperatore Pietro III. La maggior parte dei preti, nonostante tutto, obbedì alle richieste di Pugačëv. Un rapporto segreto del consiglio di guerra di Caterina, racconta di uno questi preti, Zubarev, che reclutava in chiesa per infoltire l'esercito di Pugačëv sotto tali ordini:
(Пугачёвщина, Pugačëvščina vol. 2, documento 86. traduzione dalla traduzione inglese)
Con il suo esercito e il coordinamento dei suoi generali, Pugačëv fu capace di conquistare molte delle regioni che si stendevano tra il fiume Volga e gli Urali. La più grande vittoria di Pugačëv fu la presa di Kazan'.
L'interpretazione popolare della ribellione fu che gli uomini di Pugačëv lo seguirono per il desiderio di essere liberi dall'oppressione del regno di Caterina. In realtà esistono documenti dal collegio di guerra di Pugačëv e testimonianze oculari che contraddicono questa teoria. Mentre c'erano molti che credevano che lui fosse veramente Pietro III e che li avrebbe liberati dalle pesanti tasse di Caterina e dalla servitù della gleba, c'erano molti gruppi, in particolare di etnia baschira e tartara, la cui lealtà non era così sicura. Nel gennaio del 1774, per esempio, i generali baschiri e tartari guidarono un attacco alla città di Kungur. Le truppe di Pugačëv si ritrovarono senza rifornimenti, dal cibo alla polvere da sparo. Molti disertarono incluso un generale che abbandonò la battaglia e con tutta la sua unità. Un altro generale scrisse in un rapporto al suo superiore, V. I. Tornova:
(Документы и Ставки Е. И. Пугачёва, повстанческих властей и учереждений, 1773-1774, Dokumenty i Stavki E. I. Pugačëva, povstančeskich vlastej i učereždenij Moskva, Nauka, 1975. Documento numero 195. traduzione dalla traduzione inglese)
Sulle prime il governo russo sottovalutò la rivolta. All'inizio di ottobre del 1773 Pugačëv veniva semplicemente considerato una piccola noia, e veniva offerta una ridicola ricompensa di 500 rubli per la testa del cosacco. Alla fine di novembre la ricompensa era già salita a 28 000 a chiunque lo avesse portato, vivo o morto. Anche allora Caterina, nella sua corrispondenza con Voltaire, affermava di trattare l'affaire du Marquis de Pougatchov come uno scherzo di cattivo gusto, ma all'inizio del 1774 lo scherzo divenne un pericolo molto serio. I rapporti ricevuti dicevano che tutte le piazzeforti sul Volga e sull'Ural erano al momento nelle mani dei ribelli. Il governatore di Mosca riferiva che fra le popolazioni della Russia centrale serpeggiava una grande irrequietezza. Anche il governatore di Kazan', Von Brandt, riportava un gran numero di insurrezioni nelle province confinanti. Fu così che le truppe di Pugačëv presero Kazan', riducendo in cenere la maggior parte delle chiese, dei monasteri e delle industrie e chi si rifiutava di unirsi all'esercito di Pugačëv veniva ucciso pubblicamente.

### Sconfitta e morte
Il generale Pietro Panin organizzò una grossa spedizione punitiva contro i ribelli, ma le difficoltà di trasporto, la mancanza di disciplina e le moltissime insubordinazioni dei suoi soldati, ne rallentarono gli effetti, perdendo numerosi scontri. Solo nell'agosto del 1774 il generale Ivan Ivanovič Michelson inflisse per la prima volta una devastante sconfitta ai ribelli vicino a Caricyn, dove circa diecimila di essi caddero o furono fatti prigionieri. La selvaggia rappresaglia di Panin, dopo la presa di Penza, completò la loro sconfitta. Il 14 settembre 1774 gli stessi cosacchi di Pugačëv lo catturarono mentre cercava di fuggire sugli Urali e lo consegnarono all'esercito. Aleksandr Suvorov lo rinchiuse in una cassa metallica e lo mandò a Mosca nel carcere-fortezza della Butyrka, dove fu decapitato e squartato pubblicamente il 10 gennaio 1775, secondo l'usanza di pena prevista per gli attentatori alla stabilità dello Stato.